# کندور توکو
کندور توکو (به اسپانیایی: Cóndor Tuco) یک کوه در پرو است که در Peru, Cusco Region واقع شده‌است. کندور توکو ۵٬۵۵۰ متر بالاتر از سطح دریا واقع شده‌است.